# Lepidosperma rupestre
Lepidosperma rupestre är en halvgräsart som beskrevs av George Bentham. Lepidosperma rupestre ingår i släktet Lepidosperma och familjen halvgräs. Inga underarter finns listade i Catalogue of Life.